# 세아그룹
세아그룹(世亞-, 世亞그룹, 영어: SeAH Group)은 대한민국의 공시대상 기업집단이다.
세아는 철강제조 분야의 핵심 역량을 바탕으로 사업영역을 확장하며 시너지를 만들어왔다. 국내외 세아의 브랜드와 경영철학을 공유하는 40여 개 계열사로 구성된 철강소재 전문기업이다. 특수강 사업과 강관사업 두 개의 주요 축으로 사업이 구성되어 있으며, 특수강 사업은 세아홀딩스를 중심으로 강관사업은 세아제강지주를 중심으로 사업회사가 재편되어 있다. 세아홀딩스와 세아제강지주 간 상호지분 관계는 없다. 세아그룹 내에는 세아홀딩스와 세아제강지주 2개의 지주사가 존재하지만, 세아그룹은 3세대 사촌경영을 하고있으며, 주요사업은 강관과 특수강 사업으로 세아제강지주는 강관사업의 지주사로 세아홀딩스는 특수강 사업의 지주사로 역할을 담당하고 있다. 한때 계열분리 가능성이 제기되기도 했으나, 오너들이 직접 계열분리 계획이 없음을 공식석상에서 지속적으로 언급해 하나의 그룹사로서 지속적으로 사업을 영위해 나갈 것으로 보인다. 실제로, 세아홀딩스와 세아제강지주는 공동으로 국제전시회를 참가하거나 공동 수주를 따내는 등 긴밀한 협업체계를 구축해 시너지를 내는 것으로 평가받고 있다.
세아는 1960년 부산에서 강관을 제조하는 부산철관공업(현 세아제강)으로 출발했다. 1965년 KS품질 마크를 획득하며 1967년 첫 수출을 하기도 했다. 국가 경제 개발로 인한 강관 내수수요 증가와 늘어난 수출을 동력으로 창업 10년 만에 자산 규모가 300배 성장하는 성과를 이루었다. 1969년 기업공개를 단행했으며, 1971년 본사의 서울 이전과 생산설비 확대했다. 1975년 부산철관공업에서 부산파이프(현 세아제강)으로 사명을 변경했다. 1978년에는 포항공장을 준공하여 고급 강관 제조기술 개발에 박차를 가했으며, 1979년 국내 최초로 미국석유협회로부터 API 모노그램을 획득했다. 1978년 미국에 Pusan Pipe America (현 SeAH Steel America)를 설립하여 본격적인 미국시장 개척에 나섰다. 1981년 API강관 수출을 통해 강관업계 최초로 1억불 수출의 탑과 금탑산업훈장을 동시에 수상했다. 1987년 강관업계 최초로 기술 연구소를 출범시켰다. 부산파이프는 1995년 '세아'로 사명을 바꾸고 그룹체제로 전환했다. 2001년 모기업인 세아제강을 분할하여 세아홀딩스를 설립해 지주사 체제로 개편했다. 세아는 21세기에 들어서며 사업구조로의 전환을 꾀했다. 2003년 자동차 소재용 특수강을 만드는 기아특수강(현 세아베스틸)을 인수하여 공격적인 경영과 과감한 투자를 실행했다. 2011년 세아특수강을 유가증권시장에 상장시켰으며, 2013년 1월 통합사옥인 세아타워에 입주했다. 2014년과 2015년에는 각각 이녹스텍과 포스코특수강(현 세아창원특수강), 2020년에는 알코닉코리아(현 세아항공방산소재)를 인수했다. 
세아는 '세상을 아름답게'라는 의미를 담고 있다. '세상을 아름답게'는 세아그룹의 슬로건으로 사용되고 있다.

## 경영개요
1) 형제경영의 시작
1995년, 본격적인 그룹체제가 출범함. 부산파이프(세아 전신)는 1월1일부로 이운형 그룹 회장을 추대하고 이순형 그룹 부회장을 선임하여 21개의 계열사를 포용하는 그룹체제로 정식 출범하였다. 본격적인 형제경영이 시작된 해로 볼 수 있다. 1996년 1월1일자로 그룹 명칭을 지금의 세아로 변경했다. 이운형 회장, 이순형 부회장의 형제경영은 3세대의 경영수업으로도 이어졌다. 자녀를 직접 경영수업하는 것이 아닌 각각 큰아버지와 작은아버지 밑에서 경영수업을 받게 할 정도로 상호간 신뢰와 우애가 깊은 것으로 알려져 있다. 2001년 7월 그룹의 지주사인 세아홀딩스가 출범할 당시에도 이운형 회장, 이순형 부회장, 이태성 부사장, 이주성 부사장의 지분을 균등하게 나누며, 세아만의 형제경영을 실천함과 동시에 3세대 사촌경영을 위한 기반을 다졌다. 2013년 이운형 그룹 회장이 해외 출장 중 심장마비로 별세하면서 경영공백이 우려됐으나, 그 동안 다져온 형제경영의 바탕 위에 이순형 부회장이 그룹 회장역할을 맡아 그룹을 성장시킨 것으로 평가받는다.
2) 사촌경영 출범
일각에서는 세아그룹의 분쟁없는 가족경영이 지속될 수 있을지에 대한 우려의 시선이 있었던 것도 사실이다. 대부분의 기업들이 경영권을 두고 가족간 분쟁이 있었기 때문이다. 하지만 우려의 시선에도 불구하고, 현재까지 분쟁없는 가족경영 체제를 이어가고 있다. 이운형-이순형 형제경영에서 이태성-이주성 사촌경영의 체제로 자연스럽게 전환을 하게 된것으로 업계는 보고 있다. 이는 상호간의 신뢰를 바탕으로 명확한 역할분담이 있었기 때문으로 보인다. 세아그룹은 세아홀딩스를 중심으로한 특수강 사업과 세아제강지주를 중심으로한 강관사업 두 가지 축으로 구성되어 있다. 특수강 사업은 이태성 부사장이, 강관사업은 이주성 부사장이 각각 책임경영을 하고 있는 상황이다. 현재 이순형 회장은 그룹의 두 축인 세아홀딩스와 세아제강지주의 등기이사로서 그룹 전반을 아우르는 역할을 맡고 있다.
형제경영에서 사촌경영으로 넘어가면서, 향후에 계열분리가 될 것이라는 추측들이 있었다. 특히 2018년 9월 세아제강이 지주사 체제로 전환되면서 이러한 추측이 힘을 받기도 했다. 하지만, 세아는 세아제강의 지주사 체제 전환은 높아지는 보호무역주의 기조에 대응하기 위해 강관사업부문의 전략적 해외법인 관리 및 투자와 제조의 분리를 통한 경영효율성 측면이 강하다고 밝혔다. 실제로 지주사의 기능인 법무, 홍보 등의 기능을 비롯해 그룹 지주사로서의 역할은 세아홀딩스가 담당하고 있다. 아울러, 세아홀딩스와 세아제강 각 사의 지배구조를 명확히 하게 되어 장기적으로는 3세 경영인들의 안정적 책임경영 및 독립경영을 뒷받침 하는 바탕이 될 것으로 기대하고 있다. 특히, 특수강 사업과 강관사업은 철강분야라는 동일한 섹터이며, 세아라는 이름으로 하나의 그룹으로 있을 때 시너지를 낼 수 있기 때문에 계열분리는 현재 전혀 고려하고 있지 않다. 실제로, 오너들이 직접 계열분리 계획이 없음을 공식석상에서 지속적으로 언급해 하나의 그룹사로서 지속적으로 사업을 영위해 나갈 것으로 보인다.

## 연혁

### 1960년대
- 1960년 10월 부산철관공업(現 세아제강) 설립
- 1965년 3월 한국공업규격 KS 표시허가 획득(전선관, 일반 배관용 강관)
- 1967년 8월 부산철관공업 국내 최초 강관 수출
- 1969년 5월 부산철관공업 거래소 상장, 국내 최초 사원지주제 도입

### 1970년대
- 1970년 3월 부산철관공업 서울공장 준공
- 1971년 8월 부산철관공업 본사 서울 이전
- 1973년 10월 부산철관공업 스파이럴 강관 생산 개시
- 1975년 2월 부산파이프(現 세아제강)로 사명 변경
- 1976년 11월 부산파이프 사보 창간
- 1978년 8월 Pusan Pipe America(現 SeAH Steel America) 설립
- 1978년 10월 부산파이프 포항공장 준공
- 1979년 2월 해덕통운(現 세아 L&S) 설립
- 1979년 3월 부산파이프 미국 석유협회 API 모노그램 획득
(케이싱 및 튜빙 강관 5A, 고압 송유관 5LX, 일반 송유관 5L)
- 1979년 3월 부산번디(現 세아 FS) 설립
- 1979년 11월 부산번디 평택공장 준공, 이중권 강관 생산 개시

### 1980년대

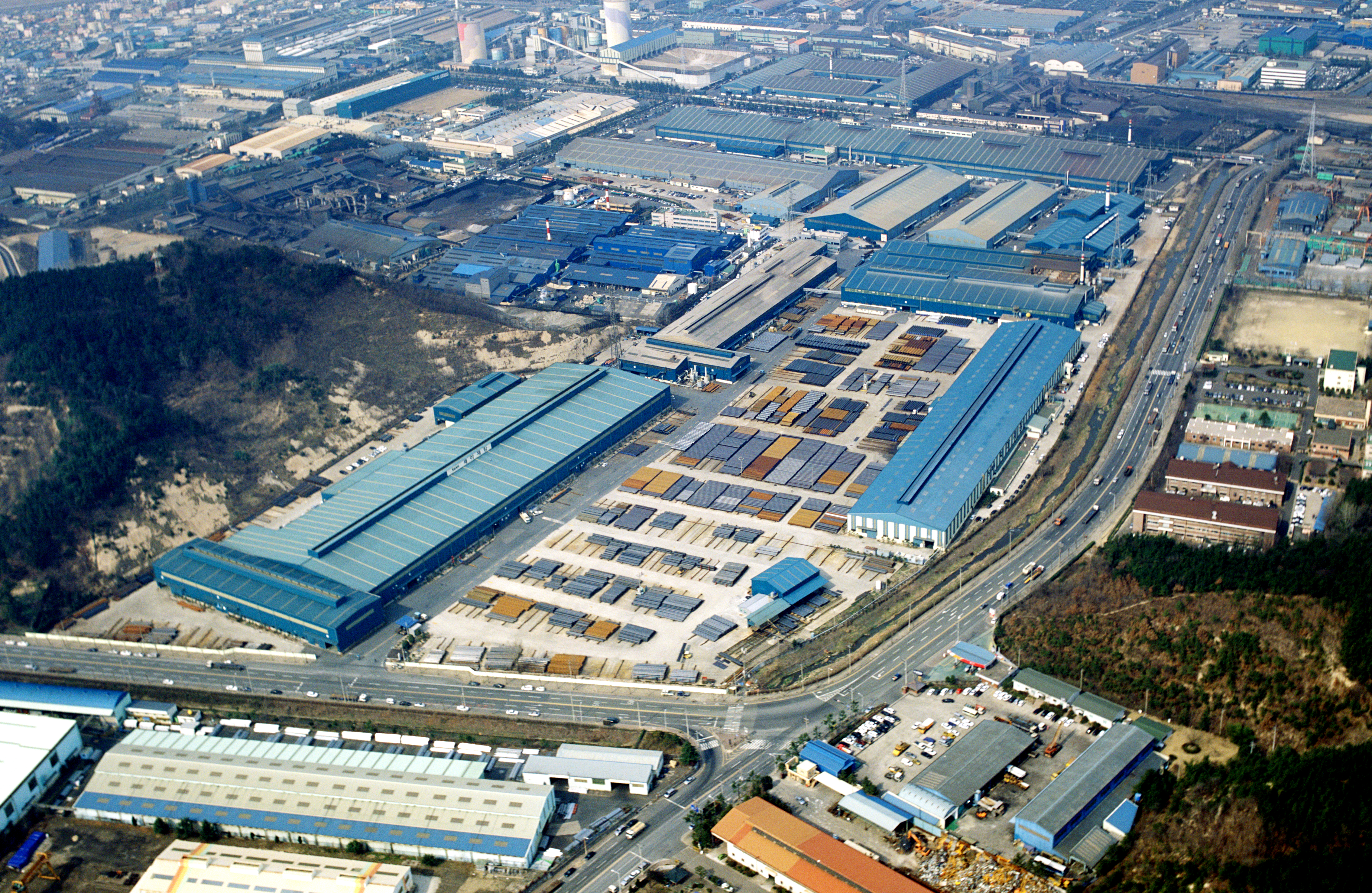
세아제강 포항공장 전경

- 1980년 4월 부산파이프 국가 기간산업체 지정
- 1981년 12월 부산파이프 1억 불 수출의 탑 및 금탑산업훈장 수훈
- 1982년 6월 부산파이프 품질관리 1등급 공장 지정(공업진흥청)
- 1983년 6월 부산파이프 국내 최초 API X70 생산, LNG 파이프 개발
- 1985년 1월 부산파이프 본사 용산사옥 이전
- 1985년 1월 부산파이프 국내 최초 단열이중관 생산 개시
- 1985년 12월 한국알로이로드(現 세아 ESAB) 설립
- 1987년 1월 부산파이프 업계 최초 기술연구소 출범
- 1987년 6월 한국알로이로드 7대 선급 승인 취득
- 1988년 3월 부산번디 사명 한국번디(現 세아 FS)로 변경
- 1988년 5월 창원강업(現 세아특수강) 인수

### 1990년대
- 1990년 1월 State Pipe & Supply 인수
- 1991년 11월 텔코(現 세아이앤티) 설립
- 1992년 6월 코암정보통신(現 세아네트웍스) 설립
- 1992년 12월 해암학술장학재단(現 세아해암학술장학재단) 설립
- 1993년 4월 한국번디(現 세아 FS) 광주공장 준공
- 1993년 5월 베트남 현지 합작법인 VINAPIPE(現 Vietnam Steel Pipe) 설립
- 1994년 3월 세아금속(現 세아메탈) 설립
- 1994년 11월 부산파이프 수요가 평가 강관제조판매 고객만족도 1위 선정
- 1995년 1월 부산파이프 북경사무소 개소
- 1995년 2월 일본 현지법인 Pusan Pipe Japan(現 SeAH Japan) 설립
- 1995년 7월 한국알로이로드 본사 창원 이전
- 1995년 8월 베트남 현지법인 Saigon Steel Pipe(現 SeAH Steel Vina) 설립
- 1995년 12월 부산파이프 창원공장 준공
- 1996년 1월 세아메탈 창원공장 준공
- 1996년 1월 그룹 명칭 '세아'로 변경(세아 Brand Identity, '세계 속에 아시아 일류 기업'으로 설정)
- 1996년 1월 한국알로이로드 용접기술연구소 출범
- 1996년 5월 세아제강컵 세계 여자 챌린저 테니스 대회 창설 및 후원
- 1998년 5월 세아제강 군산 컬러강판공장 준공, 판재사업 개시
- 1999년 7월 세아제강 국내 최초 Duplex Stainless Pipe 개발
- 1999년 8월 강남도시가스 인수

### 2000년대

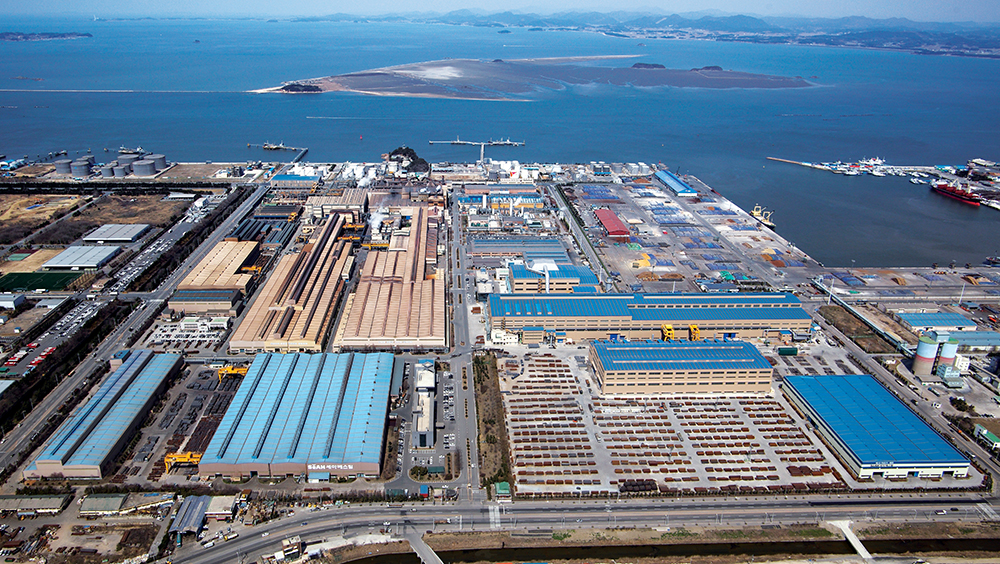
세아베스틸 군산공장

- 2000년 3월 세아제강 국내 최초 내식성 송유관 X65 개발
- 2000년 10월 세아제강 본사 서울 봉래동 이전
- 2000년 12월 창업주 해암 이종덕 회장 별세
- 2001년 7월 지주회사 세아홀딩스 설립 및 거래소 상장[5]
- 2002년 10월 세아특수강 국내 최초 수소벨로 도입
- 2002년 11월 중국 합작법인 Landmark Steel 설립
- 2003년 11월 세아제강 메세나대상 창의상 수상
- 2003년 11월 기아특수강(現 세아베스틸) 인수[6]
- 2003년 12월 중국 현지법인 Foshan SeAH Precision Metal 설립
- 2003년 12월 Bundy Tubing New Zealand(現 NZ SeAH Precision Metal) 인수
- 2004년 1월 태국 현지법인 SeAH Precision Metal(Thailand) 설립
- 2004년 4월 공정거래법상 상호 출자제한 기업집단 지정
- 2005년 1월 세아그룹 윤리경영 선포, 세아 Brand Identity '세상을 아름답게'로 재설정
- 2005년 11월 세아특수강 충주공장 준공
- 2005년 11월 세아제강 강관업계 최초 2억 불 수출의 탑 및 동탑산업훈장 수훈
- 2005년 12월 중국 현지법인 Suzhou SeAH Precision Metal 인수
- 2007년 4월 세아베스틸 21세기 경영대상 수상
- 2007년 6월 중국 합작법인 POS-SeAH Steel Wire(Nantong), SeAH Automotive(Nantong) 설립
- 2007년 9월 중국 현지법인 Qingdao SeAH Precision Metal 설립
- 2008년 5월 멕시코 현지법인 SeAH Precision Mexico 설립
- 2008년 7월 인도네시아 현지법인 SeAH Precision Indonesia 설립
- 2008년 12월 세아제강 강관업계 최초 3억 불 수출의 탑 수상
- 2009년 1월 세아네트웍스 출범
- 2009년 3월 SeAH Steel Vina 베트남 최초 8인치 API 강관공장 준공
- 2009년 5월 세아제강 군산 강관2공장 준공
- 2009년 6월 이운형 회장 몽블랑 문화예술 후원자상 수상
- 2009년 10월 세아그룹 2009년 한국재무경영대상 종합대상 수상
- 2009년 11월 세아제강 4억 불 수출의 탑 및 은탑산업훈장 수훈

### 2010년대
- 2010년 2월 아랍에미리트 현지법인 SeAH Steel UAE 설립
- 2010년 9월 세아베스틸 대형단조사업 진출 및 종합 준공식 개최
- 2010년 10월 세아그룹 창립 50주년 기념음악회 개최
- 2010년 12월 광양합금철(現 세아엠앤에스) 인수
- 2011년 4월 SeAH Steel UAE 강관공장 준공
- 2011년 4월 세아제강 군산 #2CCL 공장 준공
- 2011년 6월 세아특수강 한국증권거래소 상장
- 2011년 9월 인도현지법인 Hansung Metal 인수
- 2012년 1월 한국번디(現 세아 FS), 자동차 미션용 오일쿨러 사업 진출
- 2012년 2월 세아 E&T 터보블로우 사업 진출
- 2012년 3월 세아제강 SPP강관 인수
- 2012년 11월 세아에삽 '기업 혁신대상' 국무총리상 수상
- 2012년 11월 이운형 회장 'Ernst & Young 최고 기업가상' 수상
- 2012년 11월 한국번디(現 세아 FS), 김해공장 준공
- 2013년 1월 전 계열사(서울본사 및 사무소), 세아타워 집결 및 통합 체제 구축
- 2013년 7월 세아제강 후육관(JCOE) 공장 준공
- 2013년 8월 중국 합작법인 POS-SeAH Steel Wire(Tianjin)
- 2013년 10월 세아베스틸 창녕공장 준공
- 2014년 2월 유럽 강관회사 Inox Tech 인수
- 2015년 2월 포스코특수강(현 세아창원특수강) 인수
- 2015년 5월 태국현지법인 Pos-SeAH Steel Wire (Thailand) 설립
- 2016년 2월 세아베스틸 미국현지 법인 SeAH Global 설립
- 2016년 10월 세아제강 미국 SeAH Steel USA 설립
- 2016년 12월 세아제강 SeAH Steel USA, 미국 휴스턴 OMK튜브 사와 라구나튜블라 사 자산 인수
- 2017년 3월 세아창원특수강 무계목 대경공장 준공식 개최
- 2017년 5월 세아엔지니어링, 세아 E&T 흡수합병
- 2017년 7월 세아제강, 판재사업 분할 및 세아씨엠(SeAH Coated Metal) 설립
- 2018년 9월 세아제강, 지주사 체제 전환
- 2019년 6월 세아창원특수강, STS 대형구경강관 제품 아람코 벤더 등록
- 2020년 3월 세아베스틸, 알코닉코리아(현 세아항공방산소재) 인수
- 2021년 2월 세아제강지주, 영국법인 (SeAH Wind Ltd.) 설립
- 2021년 3월 세아베스틸, 인도법인 (SeAH Global India) 설립
- 2022년 4월 세아베스틸지주 출범ㅣ투자(세아베스틸지주) / 제조(세아베스틸)로 사업 분할
- 2022년 7월 사우디아라비아 합작법인 SeAH GSI 설립
- 2024년 5월 세아베스틸지주 미국법인 (SeAH Global Holdings, SeAH Superalloy Technologies) 설립

## 시장상황
1) 특수강 시장상황

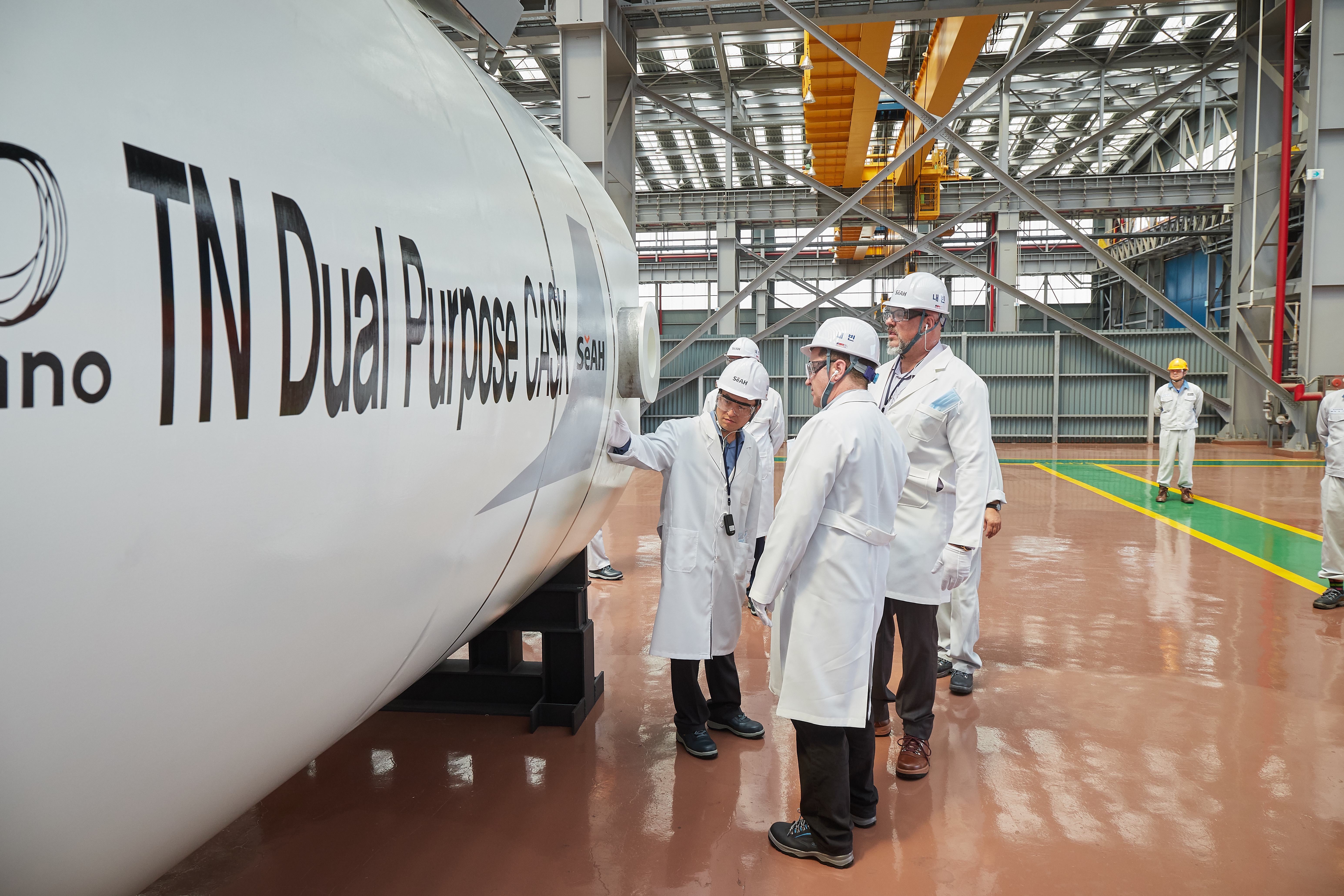
세아베스틸 CASK

특수강사업은 캡티브 마켓을 보유한 현대제철의 등장으로 경쟁이 심화되고 있는 상황이다. 업계에서는 2013년 현대제철이 특수강 사업에 진출하며 현대차그룹의 물량을 잠식해 나갈 것으로 분석했다. 당시 세아베스틸의 전체 매출 중 현대차향 비중이 20% 중반대를 차지하고 있어 매출에 타격을 입힐 것으로 예상되었다. 하지만, 내구성과 내식성을 요하는 특수강 제품의 인증단계 및 테스트 과정에서 현대제철의 제품 상용화까지 예상보다 긴 시간이 소요가 되었고, 그 동안 세아베스틸은 유럽의 선진 자동차 부품시장을 개척하며 현대차그룹 물량을 대체할 수 있는 시간을 벌었다. 실제로, 현대제철은 당초 계획보다 늦은 2018년 말 초도품 승인보고서(ISIR)를 완료했으나 특수강 선재 제품 표면에 크랙(Crack)등의 문제로 현대차그룹으로의 납품이 지연된 바 있다. 한편, 세아베스틸은 북미 판매법인, 독일 사무소, 태국 공장 등을 설립하고 현재 유럽 자동차 부품 OEM사와 2년간의 테스트기간을 거쳐 납품을 진행 중이다. 이는 전체 특수강 생산량이 최근 3년간 오히려 증가한 것(2016년 193만톤, 2017년 217만톤, 2018년 216만톤)과 수출비중이 17%대에서 23%로 높아졌다는 것에서 세아베스틸의 시장 대처능력을 높게 평가할 수 있다. 세아베스틸은 글로벌 경쟁력을 강화하고자 주력인 자동차향 제품 이외에도 Oil&Gas 등 에너지 산업, 건설 및 중장비베어링강 판매 비중을 증가시킴으로써 Sales Mix를 개선시켜 나가고 있다. 아울러, 전략 거점 지역의 판매를 확대하고 글로벌 고객사와의 파트너십 구축을 통해 안정적인 공급물량 체계도 확보해 나갈 계획이다.
2008년부터 대형단조 사업을 신성장동력으로 선정하고 이에 대한 투자를 늘려왔다. 회사측은 "고급품 생산을 위해서는 제강에서 단조로의 일관 공정이 필수적"이기 때문이라고 밝혔다. 앞으로 회사는 사업구조를 특수강사업과 대형단조사업의 두 축으로 운영할 계획이다. 단조용 전기로 150톤을 보유하고 있으며 13,000톤 프레스 설비를 갖추고 잉곳(Ingot) 및 단조품을 생산한다. 단조 과정에 있어 제강부터 열처리, 가공까지 One-Stop-System을 구축하고 있다. 특히, 세아베스틸은 2019년 10월 단조공법을 통해 국내최초로 원전 선진시장 미국에서 사용후핵연료 운반저장겸용용기(CASK)를 수주하기도 했다. 해당 수주는 글로벌 원자력 후행핵주기 기업 '오라노티엔'과 공급 파트너십을 구축하고 협력체계를 구축한 것이 납품으로까지 이어진 것이다. 사용후핵연료 운반저장겸용용기(CASK)는 원전 가동 시 사용한 핵연료를 안전하게 운반하는 용기로 원전 해체 뿐만아니라 유지보수에도 필수적인 제품이다. 원전부품 시장의 특성상 안전성이 최우선 고려 기준인 만큼 세아베스틸이 원전부품 시장에 진출한 것은 향후 매출성장에 긍정적 영향을 줄 것으로 평가받고 있다.
2) 강관 시장상황

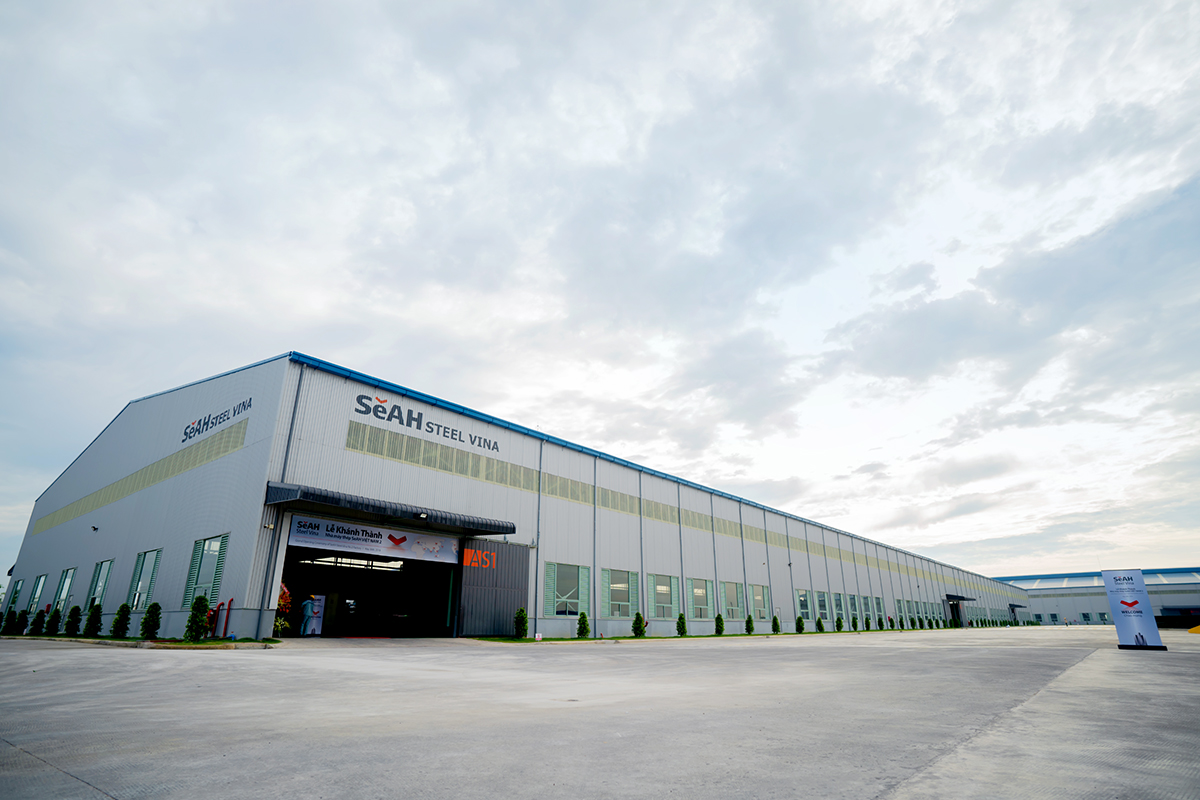
SSV 제2공장

강관사업은 높아지는 보호무역주의 기조로 인한 대응에 초점이 맞춰져 있다. 실제로 미국 무역확장법(sec 232조) 발효로 인해 국내 모든 철강사들이 대미수출에 제약이 있는 상황이다. 2014년 미국 상무부에서 한국산 유정용 강관에 대해 반덤핑 관세를 부과하기로 결정한 탓에 실적에는 부담으로 작용하고 있다. 다만, 2016년 말에 미국 현지 휴스턴에 생산법인 SSUSA(SeAH Steel USA) 설립하며 반덤핑 이슈에 적절하게 대응을 하고 있다. 실제로, SSUSA는 설립 이후 성공적인 안정화 단계를 지나며 2018년 튜빙라인 증설에 나서며 미국 시장에 무난하게 안착하는 모습을 보여주고 있다. 북미시장이 주력 수출 지역이나 최근 베트남, 유럽, 중동 등 북미 이외 지역의 매출을 높이기 위한 전략을 취하고 있다. 실제로, 2019년 6월 베트남 남부 동나이성에 위치한 SeAH Steel Vina(SSV) 제 2 공장을 완공했으며 SeAH Steel UAE를 거점으로 후육강관을 생산해 프로젝트향 강관 제품을 전략적으로 납품하고 있다.
2017년부터 글로벌 해상풍력발전 프로젝트에 기초구조물 부품 공급사로 참여해 왔다. 코로나 이후 해상풍력발전 시장 수요가 급증하며 그 동안의 레퍼런스를 토대로 영국 정부와 MOU를 맺고 현지에 해상풍력 하부구조물 모노파일 공장 증축을 확정했다. 세아윈드(SeAH Wind)는 2025년 3월부터 상업생산에 돌입했다. 

3) 글로벌 전략
최근 세아그룹은 두 축인 강관과 특수강 사업의 글로벌 경쟁력 확대를 최우선 사업으로 삼고 있다. 국내 시장의 강관 및 특수강 수요의 정체, 특수강의 경우 켑티브 마켓을 보유한 현대제철의 등장 등 해외 매출비중을 늘리기 위한 체질개선 작업이 진행 중이다. 특히, 글로벌 전략을 이끄는 것은 3세대 경영진 세아홀딩스 이태성 부사장, 세아제강지주 이주성 부사장이다. 78년생으로 동갑내기인 두 사람은 초등학교 동창인 동시에 우애가 좋았던 고 이운형 회장과 이순형 회장의 외 아들들이다. 실제로 서로 형제처럼 지낸 것으로 알려져있으며, 각각 미시간대학과 시카고대학을 졸업하고 해외에서 업무 경험을 쌓은 경력이 있어 글로벌 감각이 뛰어난 것으로 알려져 있다. 특수강 업체 세아베스틸은 2016년 이후 글로벌 마케팅 조직을 강화하고 유럽, 일본, 태국 등에 영업사무소 및 생산기지를 세우며 글로벌 매출 비중을 늘리고 있다. 실제로 2016년 이후 세아베스틸의 글로벌 매출 비중은 2017년 16.7%, 2018년 22.1%, 2019년 23%로 불과 2년만에 7%가량 확대되었다. 세아그룹의 강관사업은 1978년부터 미국시장에 진출해 글로벌 네트워크가 확보되어 있는 상황이다. 다만, 북미시장에 편중되어 있어 이를 베트남, 유럽, 중동 등으로 북미 이외의 지역으로 매출 비중을 늘리고 있다.

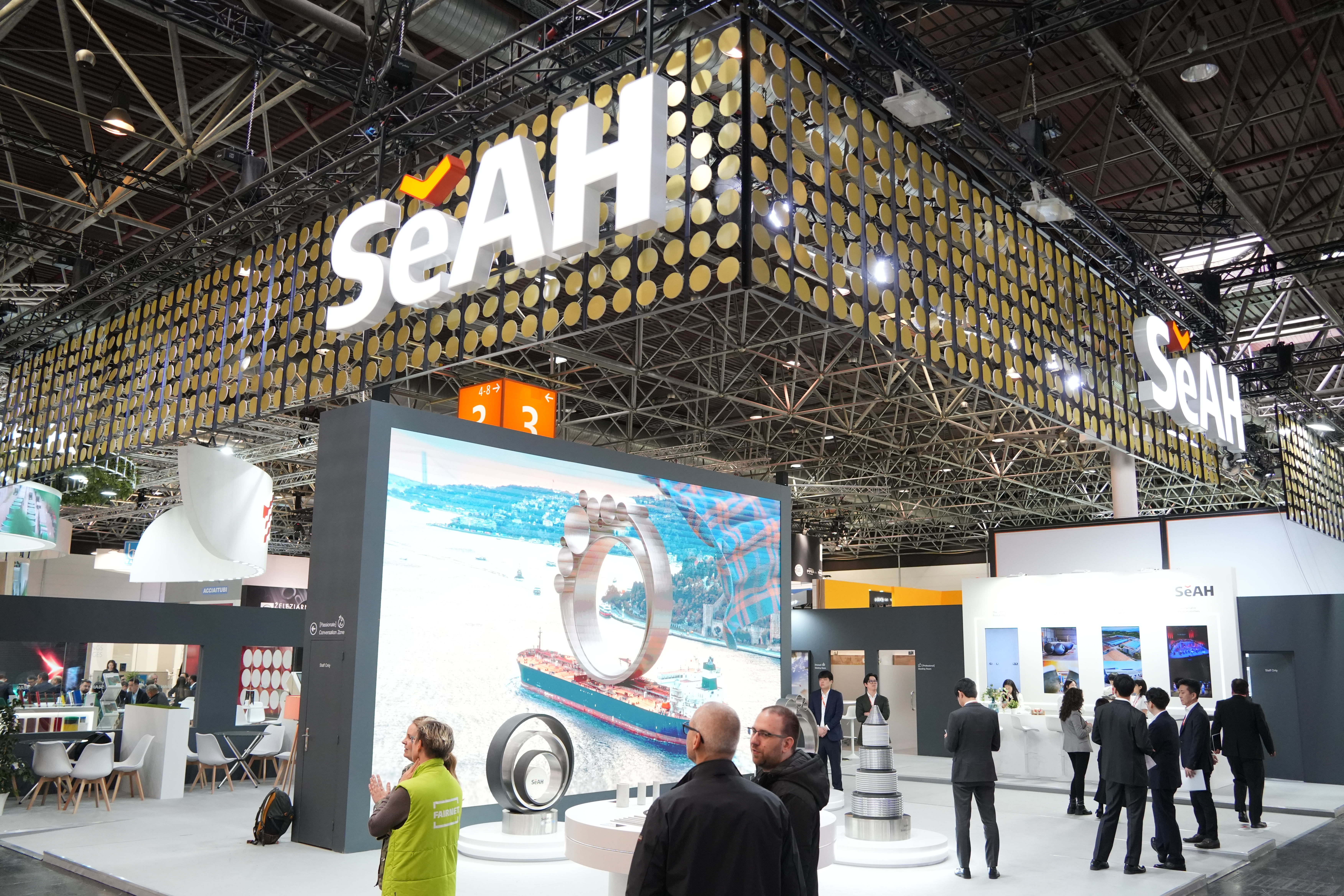
세아그룹 2024 Wire and Tube Show

최근 세아그룹은 그룹사 통합으로 국제전시회 참여를 늘리며 글로벌 접점을 늘리고 있는 것으로 분석된다.
4) 중동시장 진출
세아홀딩스는 2019년 국내 최초로 글로벌 석유화학기업 아람코(Aramco)로부터 세아창원특수강이 생산하는 전 구경 STS 강관제품에 대한 벤더 인증을 획득한 바 있다. 이후 아람코와 '새로운 사업기회 발굴 공동 노력을 위한 MOU를 체결했다.
이후 2021년 9월 아람코와 세아홀딩스의 계열사 세아창원특수강은 사우디 최초 STS 무계목 강관 공장 합작투자 발표를 했다. 합작 투자 규모는 총 2억 3천만달러 규모이다. 합작투자 공장은 사우디 동부지역 산업 국제 허브 도시인 King Salman Energy Park에 위치하며 약 5만평 부지에 연산 1만 7천톤 규모의 생산능력을 갖추게 될 예정이다.
세아홀딩스가 아람코와 중동시장에 진출하며 사우디내 주요 프로젝트 등에 철강제품을 공급할 가능성이 높아졌다. 

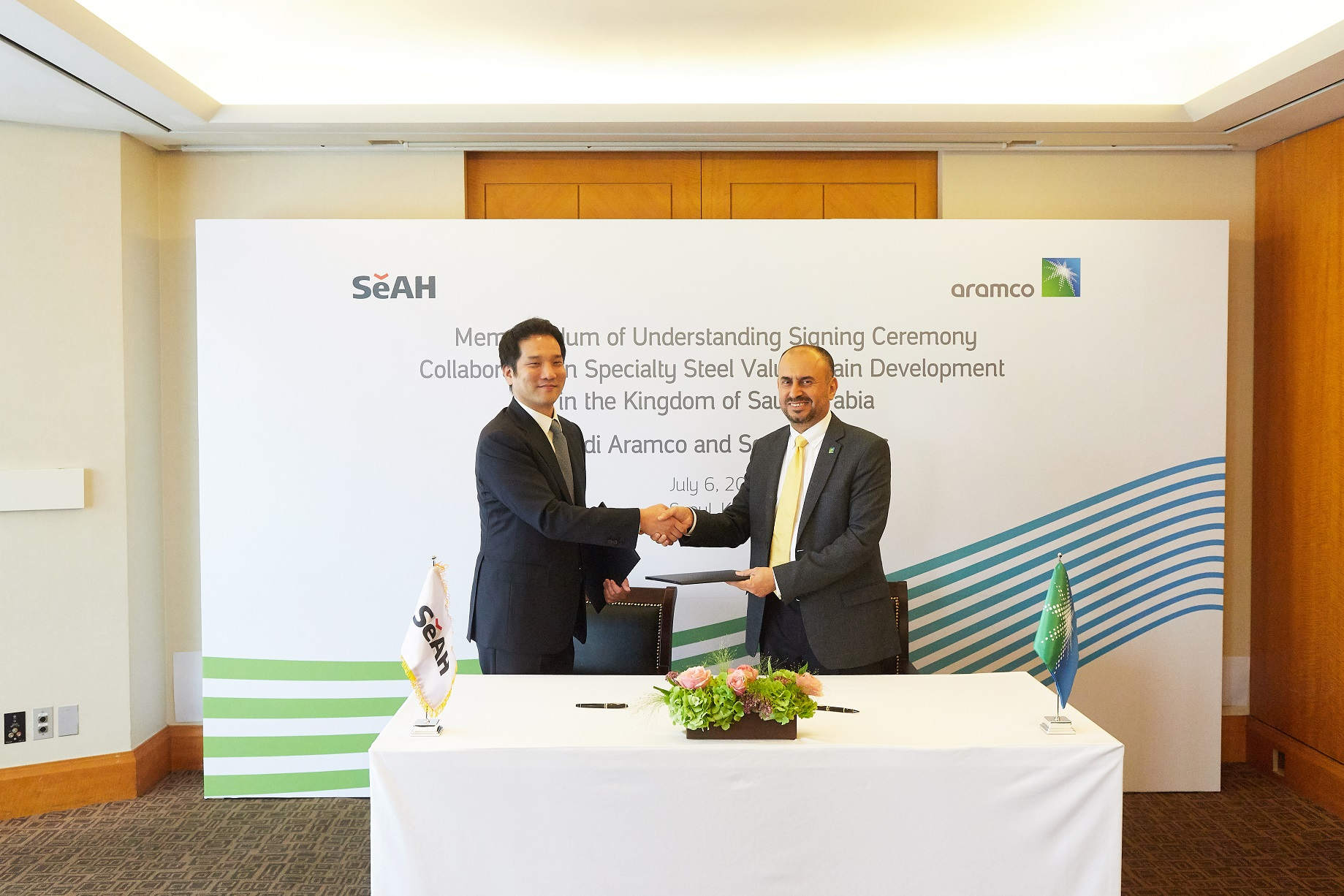
세아홀딩스-아람코, 사업기회 발굴 MOU 체결

## 실적
그룹의 두 축인 강관 사업과 특수강 사업의 성장과 세아창원특수강(전 포스코특수강)인수, 이탈리아 이녹스텍 인수 등을 통해 지속적인 외형 성장을 기록하고 있다. 실적 상승과 더불어 보유자산도 증가하며 공정거래위원회 자료상 공정자산 기준 36위에 위치해 있다. 이는 국내 철강사 포스코, 현대제철에 이어 3위 규모이다. 세아그룹의 실적은 특수강 사업 지주사인 세아홀딩스와 강관 사업 지주사인 세아제강지주 및 해외계열사를 합친 금액으로 2024년 기준 매출 9조 691억원, 영업이익 3,108억원이다.

## 계열사
세아그룹은, 독점규제 및 공정거래에 관한 법률에 의하여 공시대상 기업집단이다.
| 상장사(5개사) - (주)세아홀딩스(유가증권시장)(한국: 058650) - (주)세아제강(유가증권시장)(한국: 306200) - (주)세아베스틸지주(유가증권시장)(한국: 001430) - (주)세아특수강(유가증권시장)(한국: 019440) - (주)세아제강지주(유가증권시장)(한국 : 003030) | 비상장주요사 - (주)세아베스틸 - (주)세아창원특수강 - (주)세아항공방산소재 - (주)세아네트웍스 - (주)세아엘앤에스 - (주)세아엠앤에스 - (주)세아씨엠 - (주)세아스틸인터내셔날 |  |

## 같이 보기
- 세아제강지주
- 세아베스틸
- 대규모 기업집단
- 재벌
- 대한민국의 경제